# Poprawa chwytu piłki
Ten artykuł opisuje zagadnienie koszykarskie zgodne z normami FIBA.
Zasady w ligach NBA, NCAA lub innych mogą różnić się od tutaj przedstawionych.
Poprawa chwytu piłki – w koszykówce nazwa sytuacji, w której po chwilowej utracie posiadania żywej piłki, ten sam zawodnik odzyskuje jej posiadanie. Poprawienie chwytu piłki nie jest uznawane za kozłowanie. Dlatego po zakończeniu kozłowania, przypadkowe wypuszczenie piłki z rąk i jej ponowne złapanie nie jest błędem, gdyż nie stanowi naruszenia przepisów.
Gdy zawodnik po zakończeniu kozłowania utraci posiadanie żywej piłki z powodu poprawy chwytu piłki, w momencie której inny zawodnik dotknął piłki, ma prawo do ponownego rozpoczęcia kozłowania, bez popełniania błędu podwójnego kozłowania.
Poprawić chwyt piłki można zarówno na początku, jak również na końcu kozłowania.